# 親了一個拉拉
〈親了一個拉拉〉（英語："I Kissed a Girl"）是美国歌手凯蒂·佩芮的一首歌曲，于2008年4月28日由国会唱片作为她第二张录音室专辑《花漾派對》的主打单曲发布。佩里与马克斯·马丁和凱西·丹妮絲共同创作了这首歌，歌曲的制作人是卢克博士、本尼·布兰科。〈親了一個拉拉〉是一首融合了流行搖滾、electropop和新浪潮风格的歌曲，歌曲包含了一些迪斯科和華麗搖滾的元素。佩里表示，这首歌的歌词“与一个女人的魔力般的美丽相关”。
〈親了一個拉拉〉因其涉及双性恋探索引发了争议，但事后被认为提升了流行音乐中的LGBT意识。商业成绩上，歌曲在美国《公告牌》Hot 100排行榜上取得了连续七周冠军，并在美国取得了超过480万份销量。此外，歌曲在澳大利亚、奥地利、比利时、加拿大、捷克共和国、丹麦、德国、匈牙利、爱尔兰、意大利、新西兰、挪威、瑞典、瑞士和英国的排行榜上也都排名第一。
歌曲的音乐视频于2008年5月16日发布。视频由金加·布尔扎（Kinga Burza）执导，以滑稽歌舞杂剧和红磨坊的风格为灵感。视频中出现了佩里的朋友，包括演员香农·伍德沃德和歌手凱莎。在第51屆葛萊美獎，歌曲获得了格莱美奖最佳流行女歌手提名，并在2009年儿童选择奖上获得了最受欢迎歌曲提名。佩里在她所有的巡回演唱会中都表演了这首歌曲，并在第四十九届超级碗中场秀中演唱了这首歌曲。

## 榜单
| 榜单（2008年-2023年）                      | 最高 排位 |
| ------------------------------------------ | --------- |
| 澳大利亚（澳大利亚唱片业协会單曲榜）       | 1         |
| 奥地利（Ö3四十强单曲榜）                   | 1         |
| 比利时佛兰德（Ultratop五十强单曲榜）       | 1         |
| 比利时瓦隆（Ultratop五十强单曲榜）         | 3         |
| 加拿大（Canadian Hot 100）                 | 1         |
| 加拿大（《告示牌》Canada CHR）             | 1         |
| 加拿大（《告示牌》Canada Hot AC）          | 1         |
| 加拿大（《告示牌》Canada Rock）            | 33        |
| 独联体（Tophit独联体电台榜）               | 2         |
| Croatia Airplay (HRT)                      | 1         |
| 捷克（電台百強單曲榜）                     | 1         |
| 丹麥（Hitlisten单曲榜）                    | 1         |
| Europe (Eurochart Hot 100)                 | 1         |
| 芬兰（芬蘭官方單曲榜）                     | 4         |
| 法国（法國唱片出版業公會單曲榜）           | 5         |
| 法国（法国唱片出版业公会电台榜）           | 1         |
| 法国（法國唱片出版業公會下载榜）           | 1         |
| 德国（德國官方單曲榜）                     | 1         |
| 德国（尼尔森电台榜）                       | 1         |
| 匈牙利（四十強舞曲榜）                     | 4         |
| 匈牙利（四十强电台榜）                     | 1         |
| 匈牙利（四十強單曲榜）                     | 9         |
| 愛爾蘭（愛爾蘭唱片音樂協會单曲榜）         | 1         |
| 以色列（媒体森林）                         | 3         |
| 意大利（意大利音乐产业联盟单曲榜）         | 1         |
| 日本（Japan Hot 100）                      | 10        |
| 荷兰（荷蘭四十強單曲榜）                   | 1         |
| 荷兰（百强单曲榜）                         | 3         |
| 新西兰（新西兰唱片音乐协会单曲榜）         | 1         |
| 挪威（世道單曲榜）                         | 1         |
| 波兰（波兰电台榜）                         | 2         |
| 葡萄牙（《告示牌》Portugal Digital Songs） | 2         |
| 俄罗斯（TopHit俄罗斯电台榜）               | 5         |
| 蘇格蘭（官方榜单公司單曲榜）               | 1         |
| 斯洛伐克（電台百強單曲榜）                 | 4         |
| 西班牙（西班牙音樂製作協會）               | 19        |
| 西班牙（西班牙音乐制作协会电台榜）         | 5         |
| 瑞典（瑞典最熱榜）                         | 1         |
| 瑞士（瑞士热门音乐榜）                     | 1         |
| 英國（官方榜单公司單曲榜）                 | 1         |
| 乌克兰（TopHit乌克兰电台榜）               | 7         |
| 美国（《告示牌》百大單曲榜）               | 1         |
| 美國（《告示牌》Adult Pop Airplay）        | 16        |
| 美國（《告示牌》Alternative Airplay）      | 27        |
| 美國（《告示牌》Dance Club Songs）         | 25        |
| 美國（《告示牌》Pop Airplay）              | 2         |
| 美國（《告示牌》Rhythmic Songs）           | 15        |

| 榜单（2008年）                       | 排位 |
| ------------------------------------ | ---- |
| 澳大利亚（澳大利亚唱片业协会单曲榜） | 6    |
| 奥地利（Ö3四十強音樂榜）             | 4    |
| 比利时（Ultratop佛兰德五十强单曲榜） | 7    |
| 比利时（Ultratop瓦隆五十强单曲榜）   | 41   |
| 巴西（克勞利廣播分析）               | 95   |
| 加拿大（Canadian Hot 100）           | 5    |
| 加拿大（《公告牌》CHR/Top 40）       | 6    |
| 加拿大（《公告牌》Hot AC）           | 19   |
| 独联体（TopHit独联体电台榜）         | 29   |
| 欧洲（Eurochart Hot 100）            | 4    |
| 芬兰（芬兰官方榜单）                 | 1    |
| 法国（法国唱片出版业公会单曲榜）     | 34   |
| 德国（德国官方榜单）                 | 5    |
| 匈牙利（四十强舞曲榜）               | 56   |
| 匈牙利（四十强电台榜）               | 25   |
| 爱尔兰（爱尔兰唱片音乐协会单曲榜）   | 5    |
| 意大利（意大利音乐产业联盟单曲榜）   | 6    |
| 荷兰（荷兰四十强音乐榜）             | 17   |
| 荷兰（荷兰百强单曲榜）               | 19   |
| 新西兰（新西兰唱片音乐协会单曲榜）   | 9    |
| 俄罗斯（Tophit俄罗斯电台榜）         | 46   |
| 瑞典（瑞典最热榜）                   | 5    |
| 瑞士（瑞士热门音乐榜）               | 8    |
| 英国（官方榜单公司单曲榜）           | 4    |
| 乌克兰（TopHit乌克兰电台榜）         | 97   |
| 美国（Billboard Hot 100）            | 14   |
| 美国（《公告牌》Mainstream Top 40）  | 16   |
| 全球（國際唱片業協會）               | 7    |

| 榜单（2009年）             | 排位 |
| -------------------------- | ---- |
| 欧洲（Eurochart Hot 100）  | 54   |
| 芬兰（芬兰官方榜单）       | 35   |
| 匈牙利（四十强舞曲榜）     | 42   |
| 匈牙利（四十强电台榜）     | 12   |
| 瑞士（瑞士热门音乐榜）     | 48   |
| 英国（官方榜单公司单曲榜） | 176  |

| 榜单（2019年）               | 排位 |
| ---------------------------- | ---- |
| 乌克兰（TopHit乌克兰电台榜） | 198  |

| 榜单（2023年）               | 排位 |
| ---------------------------- | ---- |
| 匈牙利（四十强电台榜）       | 89   |
| 乌克兰（TopHit乌克兰电台榜） | 157  |

| 榜单（2000年-2009年）                | 排位 |
| ------------------------------------ | ---- |
| 澳大利亚（澳大利亚唱片业协会单曲榜） | 22   |
| 德国（德国官方榜单）                 | 29   |
| 俄罗斯（Tophit俄罗斯电台榜）         | 196  |
| 美国（Billboard Hot 100）            | 66   |

## 销售认证
}
| 地區                                                       | 认证    | 认证单位/销量 |
| ---------------------------------------------------------- | ------- | ------------- |
| 澳大利亚（澳大利亚唱片业协会）                             | 7× 白金 | 490,000‡      |
| 奥地利（國際唱片業協會奧地利分會）                         | 白金    | 30,000*       |
| 比利时（比利時唱片音樂協會）                               | 金      |               |
| 巴西（巴西唱片業協會）                                     | 2× 白金 | 120,000‡      |
| 巴西（巴西唱片業協會） DMS                                 | 白金    | 60,000*       |
| 巴西（巴西唱片業協會） Jason Nevins Funkrokr Extended Mix  | 白金    | 60,000*       |
| 加拿大（加拿大音乐协会）                                   | 7× 白金 | 280,000*      |
| 丹麦（國際唱片業協會丹麥分會）                             | 3× 白金 | 45,000^       |
| 芬兰（國際唱片業協會芬蘭分會）                             | 白金    | 14,072        |
| 法国（法國唱片出版業公會）                                 | 金      | 160,000       |
| 德国（聯邦音樂產業協會）                                   | 5× 金   | 750,000‡      |
| 意大利                                                     | —       | 25,000        |
| 意大利（意大利音乐产业联盟） 自2009年                      | 白金    | 100,000‡      |
| 挪威（國際唱片業協會挪威分会）                             | 白金    | 60,000‡       |
| 新西兰（新西兰唱片音乐协会）                               | 白金    | 15,000*       |
| 西班牙（西班牙音樂製作協會）                               | 白金    | 20,000*       |
| 西班牙（西班牙音樂製作協會） 自2015年                      | 白金    | 60,000‡       |
| 瑞典（瑞典唱片業協會）                                     | 白金    | 20,000^       |
| 瑞士（國際唱片業協會瑞士分会）                             | 白金    | 30,000^       |
| 英国（英国唱片业协会）                                     | 2× 白金 | 706,000       |
| 美国（美國唱片業協會）                                     | 6× 白金 | 4,800,000     |
| 彩铃                                                       |         |               |
| 加拿大（加拿大音乐协会）                                   | 6× 白金 | 240,000*      |
| 西班牙（西班牙音樂製作協會）                               | 金      | 10,000*       |
| *僅含認證的實際銷量 ^僅含認證的出貨量 ‡僅含認證的+實際銷量 |         |               |